# Smania di vita
Smania di vita (A Rage to Live) è un film del 1965 diretto da Walter Grauman.

## Trama
Grace Caldwell Tate ha avuto alcune relazioni con uomini, sia prima che dopo il suo matrimonio con Sidney Tate, il che conduce all'(inevitabile?) conclusione che, quando Sidney viene a saperlo, la lascia. Il punto dolente è che Grace sembra essere stata motivata, nei suoi rapporti con gli uomini, non dalla propria spontanea volontà, ma sembra aver agito in preda ad una forza incontrovertibile che la costringeva ad agire così nonostante le sue intenzioni.